# St. Ulrich (Buchhausen)

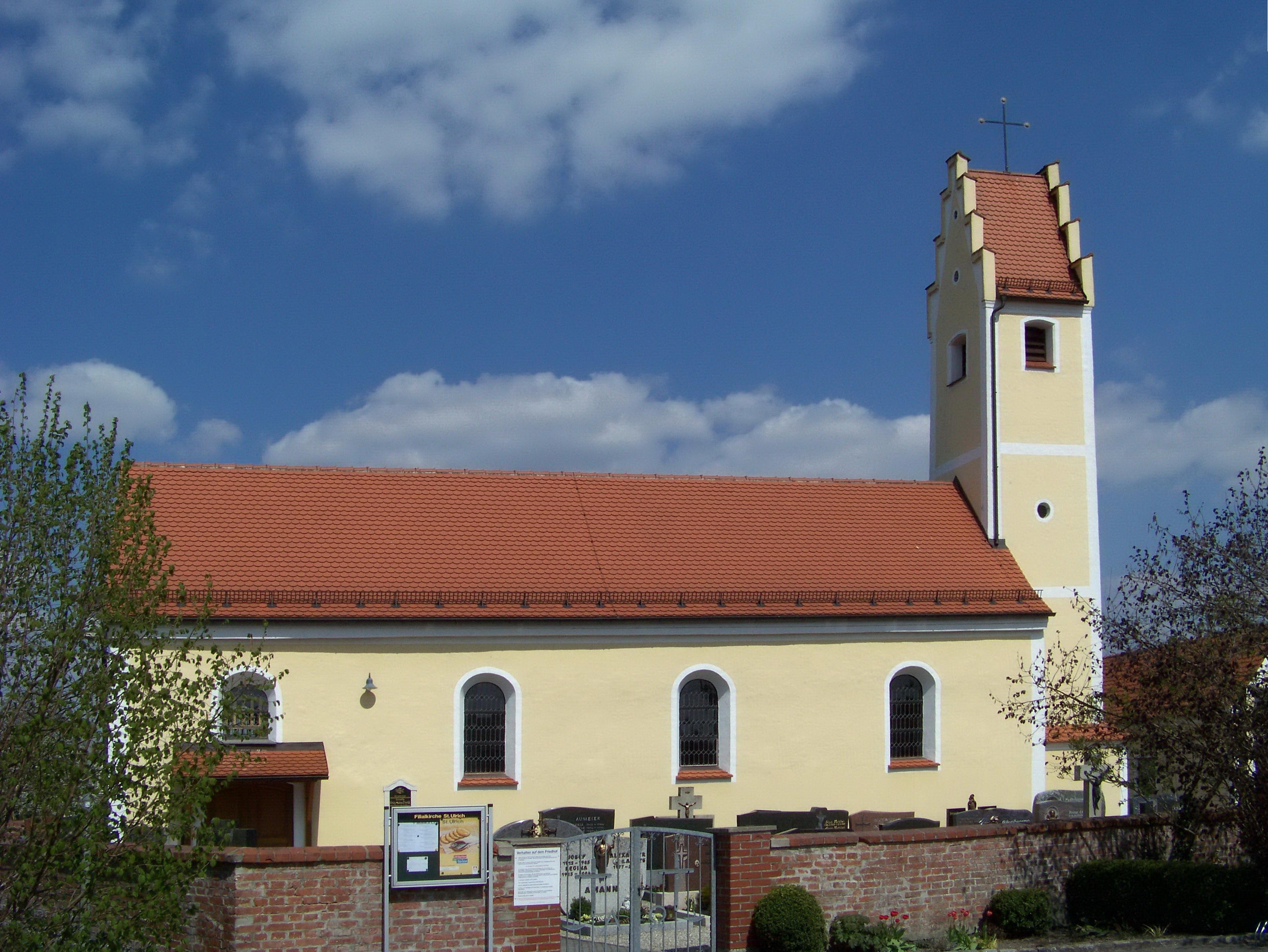
St. Ulrich (Buchhausen)

Die römisch-katholische, denkmalgeschützte Filialkirche St. Ulrich steht in Buchhausen, einem Gemeindeteil des Marktes Schierling im Landkreis Regensburg in der Oberpfalz. Sie gehört zum Bistum Regensburg. Das Bauwerk ist unter der Denkmalnummer D-3-75-196-24 als Baudenkmal in die Bayerische Denkmalliste eingetragen.

## Beschreibung
Die Saalkirche wurde im 18. Jahrhundert anstelle einer Kapelle erbaut. Das mit einem Satteldach bedeckte Langhaus wurde 1850 um eine Fensterachse nach Westen verlängert, an dessen Südseite sich das neue Portal befindet. Zeitgleich wurde der mittelalterliche, aus verputzten Bruchsteinen gebaute Choranschlussturm im Osten, in dessen Untergeschoss sich die Sakristei befindet, mit einem Geschoss aufgestockt, das hinter den stichbogigen Klangarkaden den Glockenstuhl beherbergt, und zwischen den Staffelgiebeln an seiner West- und Ostwand quer mit einem Satteldach bedeckt. 
Der Innenraum ist mit einer Flachdecke überspannt. Zur Kirchenausstattung gehört ein im späten 17. Jahrhundert gebauter Hochaltar, dessen Altarretabel von zwei auf Arkaden stehenden Seitenflügeln flankiert wird. In einer Nische steht die Statue des heiligen Ulrich, die um 1460 entstanden ist. Ein um 1890 gemaltes Gnadenbild befindet sich heute an der Nordwand.